# 一時所得
一時所得（いちじしょとく）は、所得税における課税所得の区分の一つであって、利子所得、配当所得、不動産所得、事業所得、給与所得、退職所得、山林所得及び譲渡所得以外の所得のうち、営利を目的とする継続的行為から生じた所得以外の一時の所得で労務その他の役務又は資産の譲渡の対価としての性質を有しないものをいう（所得税法第34条一項）。

## 一時所得に該当する例
臨時的、偶発的な収入で対価性のない次のようなものは、一時所得とされる（所得税法基本通達34-1,2）。
- 懸賞や福引き、クイズ番組などの賞金・賞品（業務関係を除く）
- 競馬・競輪（チャリロトを含む）・競艇・オートレースの公営競技の払戻金（営利を目的とする継続的行為から生じたものを除く）
- 生命保険の満期一時金（業務関係を除く）・損害保険の満期返戻金
- 法人から贈与された金品（業務関係、継続的に受けるものは除く。役員や従業員の場合は給与所得）
- 遺失物拾得者や埋蔵物発見者の受ける報労金
- 賃貸住宅の大家や地主などから受け取る立退料
- 確定拠出年金の脱退一時金
- 遺族の支給を受けた未支給年金
- 国などからの給付金等で非課税とするという条文が作られなかったもの： 地域振興券、子育て応援特別手当[3]、ふるさと納税の地方自治体からの返礼品[4]、マイナポイント[5]、Go To トラベルの国からの支援金[6]など。持続化給付金は事業収入のため、事業所得の売上減少で申請した人は事業所得、雑所得の売上減少で申請した人は雑所得、給与所得（個人事業者）の売上減少で申請した人は一時所得になる。

一方では、宝くじの当選金（当せん金付証票法第13条）、心身に受けた損害に対する賠償金や慰謝料（所得税法第9条1項17号。損害を賠償金で埋めたと解釈し、所得は0円と解釈する）、定額給付金、特別定額給付金（新型コロナウイルス感染症等の影響に対応するための国税関係法律の臨時特例に関する法律第4条）、定額減税補助給付金は、非課税とされる。
国などからの給付金等は非課税とするという法律が作られてはじめて非課税になるので、非課税とするという法律が作られているか否かは個別に調べる必要がある。ノーベル賞の賞金は、1949年に湯川秀樹が日本人として初めて受賞した際に、賞金への課税について論争が起こったのを受けて改正された。

## 課税方式
```
一時所得の金額 ＝ 総収入金額 - その収入を得るために支出した金額 - 特別控除額（上限50万円）
課税対象 ＝ 一時所得の金額 ÷ 2

```

一時所得は総合課税である。課税対象の額が他の所得と合算され、総所得金額へ集計される。赤字であっても、他の所得の金額から控除することはできない（損益通算できない）。
なお、懸賞金付預貯金等の懸賞金等、一時払養老保険等や一時払損害保険等の差益（保険期間5年以下、5年以内解約）は源泉分離課税になる。

## 参照
1. ↑  “e-Gov 法令検索”. laws.e-gov.go.jp. 2025年7月25日閲覧。
2. ↑  “法第34条《一時所得》関係｜国税庁”. www.nta.go.jp. 2025年7月25日閲覧。
3. ↑  “子育て応援特別手当 関係資料” (PDF).   厚生労働省. 2025年7月25日閲覧。
4. ↑  “「ふるさと納税」を支出した者が地方公共団体から謝礼を受けた場合の課税関係｜国税庁”. www.nta.go.jp. 2025年7月25日閲覧。
5. ↑  “No.1490 一時所得 Q&A｜国税庁”. www.nta.go.jp. 2025年7月25日閲覧。
6. ↑  “Go To トラベル事業 Q＆A 集（令和３年１月 22 日時点）” (PDF). p. 50 (2021年1月22日). 2021年3月5日時点のオリジナルよりアーカイブ。2025年7月25日閲覧。
7. ↑  “DV被害者に対して、「定額給付金」及び「子育て応援特別手当」に代えて給付する「ひまわり応援手当」の所得税の取扱いについて｜東京国税局”. www.nta.go.jp. 2025年7月25日閲覧。
8. ↑  日本放送協会. “ノーベル賞 やっぱり気になる賞金｜NHK”. NHK NEWS WEB. 2025年1月13日閲覧。
9. ↑  “No.2250 損益通算｜国税庁”. www.nta.go.jp. 2025年7月25日閲覧。
10. ↑  “No.1490 一時所得｜国税庁”. www.nta.go.jp. 2025年7月25日閲覧。
11. ↑  “No.1755 生命保険契約に係る満期保険金等を受け取ったとき｜国税庁”. www.nta.go.jp. 2025年7月25日閲覧。